# 김민제 (프로게이머)
김민제(1986년 11월 26일 ~ )는 대한민국의 전직 스타크래프트 프로게이머이다. 종족은 프로토스이며 아이디는 BestGod이다. 2005년 하반기 드래프트에서 Plus(현 화승 OZ)의 1차 지명으로 입단하였다.
2007년 3월 5일 같은 팀 소속이던 박성진과 함께 르까프 오즈에서 STX SouL로 이적하였다. 2009년에 은퇴하였다.

## 주요 기록
- 2005년 5월 제11회 커리지 매치 입상
- 2008년 4월 EVER 스타리그 2008 1차 본선
- 2008년 8월 인크루트 스타리그 2008 36강
- 2008년 12월 BATOO 스타리그 08~09 36강